# Friedrich II. (Baden, Markgraf)
Friedrich II. von Baden († 22. Juni 1333) war von 1291 bis 1333 regierender Markgraf von Baden.

## Leben
Er war der Sohn von Hermann VII. von Baden und Agnes von Truhendingen († nach 15. März 1309).
Nach dem Tod des Vaters regierte Friedrich die Markgrafschaft zunächst gemeinsam mit seinem Bruder Rudolf. Später erfolgte eine Landesteilung. Friedrich erhielt Baden-Baden und Eberstein, Rudolf erhielt Pforzheim.
Er heiratete in erster Ehe vor dem 16. Oktober 1312 Agnes von Weinsberg († 3. Mai 1320). Nach deren Tod heiratete er in zweiter Ehe Margarete von Vaihingen († 1348).
Er hatte folgende Kinder:
- Hermann († 13. April 1353) ⚭ vor 3. Juni 1341 Matilde von Vaihingen († 13. April 1381)?
- Friedrich von Baden[2]
- Agnes von Baden, († 1361), Äbtissin im Kloster Lichtenthal[2]
- Irmgard von Baden,[2] Nonne im Kloster Lichtenthal
- Maria von Baden, Nonne im Kloster Lichtenthal

Sein Sohn Hermann stammte aus erster Ehe, bei den weiteren Kindern ist nicht gesichert, aus welcher Ehe sie stammen.
Siehe auch
- Stammliste des Hauses Baden